# Dsewegiin Oidow
Dsewegiin Oidow (mongolisch Зэвэгийн Ойдов; * 25. Mai 1949) ist ein ehemaliger mongolischer Freistilringer.
Oidow wurde 1974 und 1975 Weltmeister im Federgewicht. Bei den Olympischen Sommerspielen 1976 in Montreal gewann er nach einer Finalniederlage gegen den Südkoreaner Jung Mo-Yang die Silbermedaille.

## Erfolge
Olympische Spiele
- 1976 in Montreal: 2.

Weltmeisterschaften
- 1973 in Teheran: 6.
- 1974 in Istanbul: 1.
- 1975 in Minsk: 1.
- 1977 in Lausanne: 3.
- 1978 in Mexiko-Stadt: 4.

Asienspiele
- 1974 in Teheran: 2.
- 1978 in Bangkok: 1.